# Uniform Commercial Code (UCC)

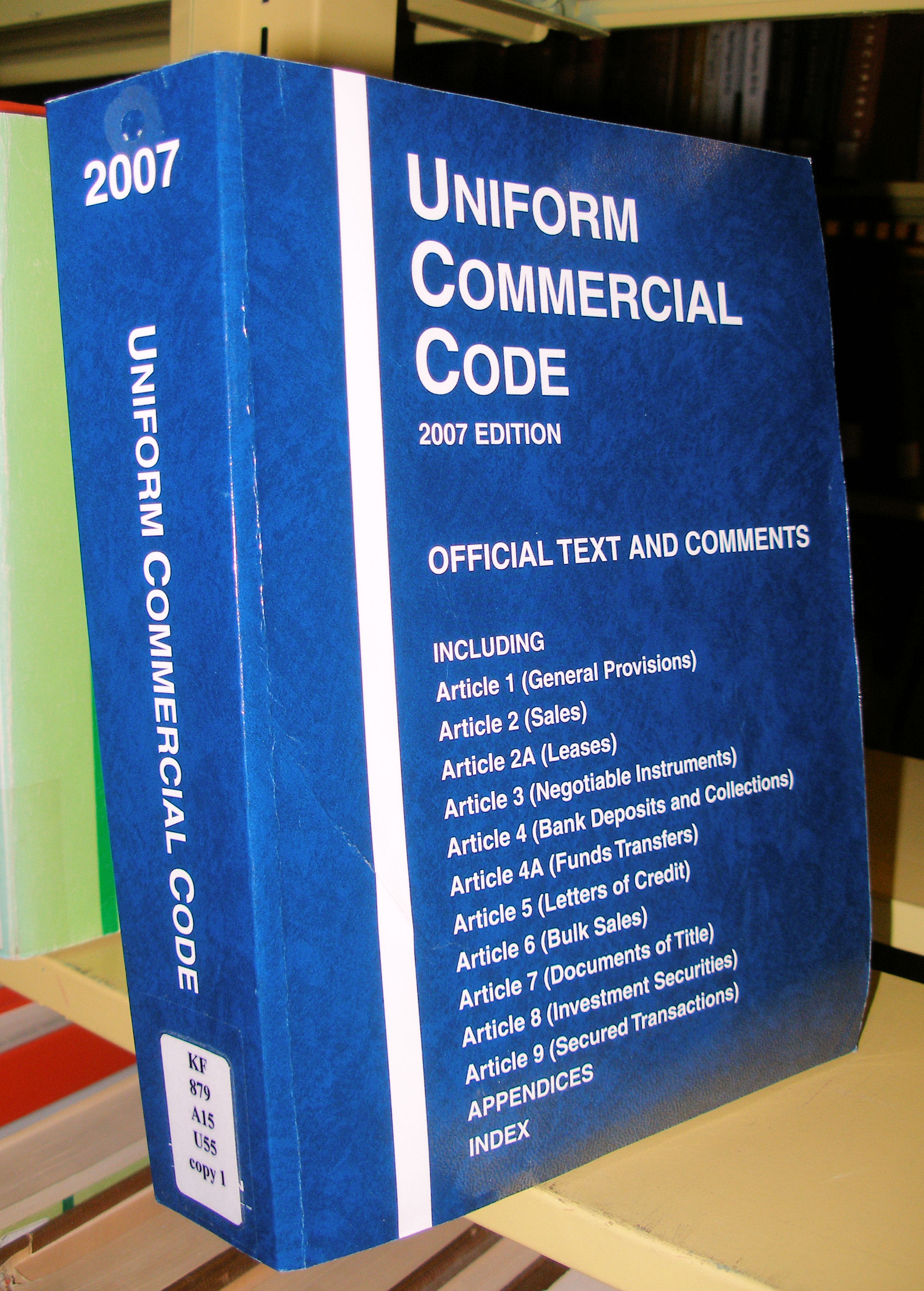
L'edició oficial de l'UCC de l'any 2007.

El Codi Uniforme de Comerç o Uniform Commercial Code (UCC) fou publicat per primera vegada l'any 1952. És una de les diverses uniform acts (Lleis uniformes) que s'han establert com a llei amb l'objectiu d'harmonitzar les lleis de vendes i d'altres transaccions comercials als Estats Units, mitjançant l'adopció de l'UCC per part dels 50 estats membres, el Districte de Columbia i els Territoris dels Estats Units .
Tot i que han aconseguit en gran manera aquest ambiciós objectiu, algunes jurisdiccions nord-americanes, com per exemple, Louisiana i Puerto Rico, no han adoptat tots els articles continguts a la UCC, mentre que altres jurisdiccions nord-americanes, com per exemple, Samoa Americana, no han adoptat cap article a la UCC.
A més, l'adopció de l'UCC sovint varia d'una jurisdicció dels EUA a una altra. De vegades, aquesta variació es deu a un llenguatge alternatiu que es troba al mateix UCC oficial. En altres ocasions, l'adopció de revisions de l'UCC oficial contribueix a una major variació. A més, algunes jurisdiccions s'allunyen de la UCC oficial adaptant l'idioma per satisfer les seves necessitats i preferències úniques. Finalment, fins i tot un llenguatge idèntic adoptat per dues jurisdiccions dels Estats Units qualsevol pot estar subjecte a interpretacions estatutàries diferents per part dels tribunals de cada jurisdicció.

## Objectius de l'UCC
L'objectiu d'harmonitzar les lleis estatals és el més important, a causa de l'existència de transaccions comercials que s'estenen més enllà d'un estat dels EEUU. Per exemple, les mercaderies es poden fabricar a l'estat A, emmagatzemar-se a l'estat B, vendre's des de l'estat C i lliurar-se a l'estat D.
L'UCC va aconseguir l'objectiu d'una uniformitat substancial en les lleis comercials i, al mateix temps, va permetre als estats la flexibilitat. per satisfer les circumstàncies locals, modificant el text de la UCC tal com es promulga a cada estat. La UCC s'ocupa principalment de les transaccions relacionades amb béns mobles (personal property) i no amb béns immobles (real property).
Altres objectius de l'UCC són modernitzar el dret contractual i permetre excepcions de la common law o dret anglosaxó en els contractes entre comerciants.

## Història

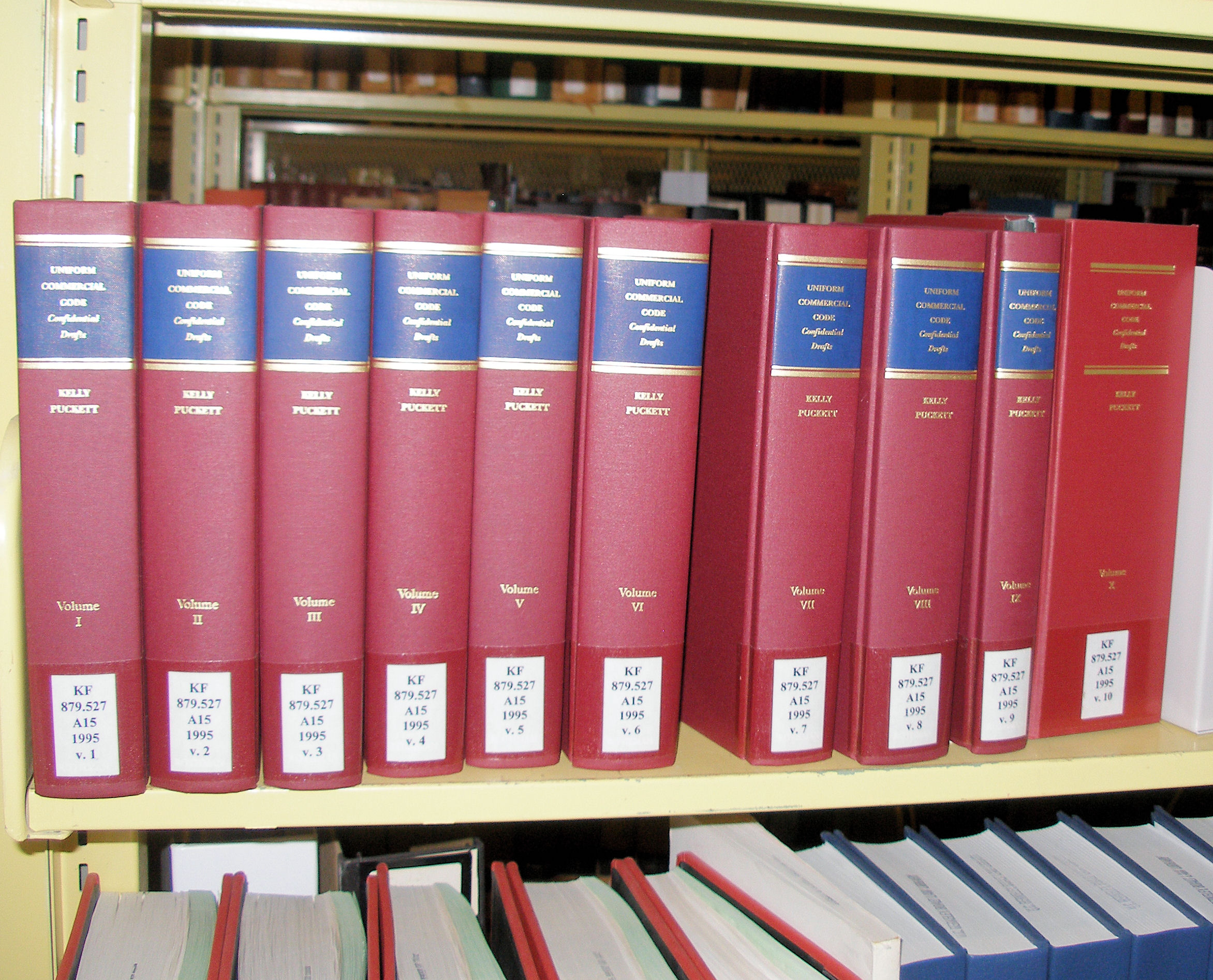
Els esborranys confidencials de l'UCC s'han desat i publicat en un conjunt de 10 volums.

L'UCC és la més llarga i elaborada de les uniform acts dels Estats Units. El Codi ha estat un projecte conjunt a llarg termini de la National Conference of Commissioners on Uniform State Laws (NCCUSL) i de l'American Law Institute (ALI).
NCCUSL i ALI van començar a redactar la primera versió de l'UCC l'any 1945, després d'esforços de codificació anteriors menys exhaustius per a àrees que inclouen la venda de béns a través de les línies estatals. 
El jutge Herbert F. Goodrich va ser el president del consell editorial de l'edició original de 1952, i el mateix codi va ser redactat per juristes com Karl N. Llewellyn (el líder principal del projecte), William A. Schnader, Soia Mentschikoff i Grant Gilmore. L'UCC conté principis i conceptes manllevats del dret alemany, tot i que Llewellyn no ho va reconèixer.
El codi, com a producte d'organitzacions privades, no és en si mateix la llei, sinó només una recomanació de les lleis que han de ser adoptades als estats.
Un cop promulgada per un estat, l'UCC es codifica al codi d'estatuts de l'estat. Un estat pot adoptar l'UCC textualment, tal com l'han escrit ALI i NCCUSL, o un estat pot adoptar l'UCC amb canvis específics. A menys que aquests canvis siguin menors, poden obstaculitzar greument l'objectiu exprés del Codi de promoure la uniformitat de la llei entre els diferents estats. Per tant, cal que les persones que fan negocis a diversos estats comprovin les lleis locals.
L'ALI i NCCUSL han establert un consell editorial permanent per al codi UCC. Aquesta junta ha emès una sèrie de comentaris oficials i altres articles publicats. Tot i que aquests comentaris no tenen força de llei, els tribunals que interpreten el codi sovint els citen com a autoritat persuasiva per determinar l'efecte d'una o més disposicions.
Els tribunals que interpreten el codi en general busquen harmonitzar les seves interpretacions amb les d'altres estats que han adoptat la mateixa disposició o una disposició semblant.
En una o una altra de les seves diverses revisions, l'UCC s'ha promulgat completament  amb només canvis mínims en 49 estats, així com al Districte de Columbia (o Washington DC), Guam, les Illes Marianes Septentrionals,  i les Illes Verges dels EUA.
Pel que fa a Louisiana i Puerto Rico, aquests estats han promulgat la majoria de les disposicions de la UCC amb només canvis mínims, excepte els articles 2 i 2A, preferint mantenir la seva pròpia tradició de dret civil per governar la venda i l'arrendament de béns.  A més, algunes tribus natives americanes han adoptat parts de l'UCC, inclosa la Nació Navajo, que ha adoptat els articles 1, 2, 3 i el 9 amb només canvis mínims.
Tot i que el contingut substantiu és molt similar, alguns estats han fet modificacions estructurals per adaptar-se als costums locals.
Per exemple, la jurisprudència de Louisiana es refereix a les principals subdivisions de l'UCC com a "capítols", en lloc d"articles", atès que el terme "articles" s'utilitza en aquest estat per referir-se a les disposicions del Codi Civil de Louisiana.
Arkansas té una disposició similar a la del terme "article" a la llei d'aquest estat, que generalment es refereix a una subdivisió de la Constitució d'Arkansas.
A Califòrnia, s'anomenen "divisions" en lloc d"articles", perquè, a Califòrnia, els articles són una subdivisió de tercer o quart nivell d'un codi, mentre que les divisions o parts són sempre la subdivisió de primer nivell. A més, Califòrnia no permet l'ús de guions als números de secció perquè estan reservats per fer referència a rangs de seccions; per tant, els guions utilitzats als números de secció oficials de l'UCC s'eliminen a la implementació de Califòrnia.

## Articles de l'UCC
El Codi Uniforme de Comerç del 1952 es va publicar després de deu anys de desenvolupament. I es van fer revisions al codi des de l'any 1952 al 2022.
El Codi Uniforme de Comerç tracta els temes següents, amb articles numerats consecutivament:
| Art. | Títol                                                                      | Continguts                                          |
| ---- | -------------------------------------------------------------------------- | --------------------------------------------------- |
| 1    | Disposicions generals                                                      | Definicions, normes d' interpretació                |
| 2    | Vendes                                                                     | Vendes de mercaderies                               |
| 2A   | Arrendaments                                                               | Arrendaments de béns                                |
| 3    | Instruments negociables                                                    | pagarés i esborranys (papers comercials)            |
| 4    | Dipòsits i cobraments bancaris                                             | Bancs i banca, procés de cobrament de xecs          |
| 4A   | Transferències de fons                                                     | Transferències de diners entre bancs                |
| 5    | Cartes de crèdit                                                           | Transaccions que impliquen cartes de crèdit         |
| 6    | Transferències a l'engrós i vendes a l'engrós                              | Subhastes i liquidacions d'actius                   |
| 7    | Rebuts de magatzem, coneixements d'embarcament i altres documents de títol | Emmagatzematge i lliurament de mercaderies          |
| 8    | Valors d'inversió                                                          | Valors i actius financers                           |
| 9    | Transaccions assegurades                                                   | Transaccions garantides per interessos de seguretat |
| 12   | Registres electrònics controlables (CER)                                   | Transaccions amb actius digitals                    |

L'any 2003, l'NCCUSL i l'ALI van proposar esmenes a l'article 2 que modernitzaven molts aspectes (així com canvis a l'article 2A i l'article 7).
Com que cap estat va adoptar les esmenes i, a causa de l'oposició de la indústria, no era probable que cap ho fes, el 2011 els patrocinadors van retirar les esmenes.
En conseqüència, el text oficial de l'UCC correspon ara a la llei que la majoria d'estats han promulgat.
L'any 1989, la Conferència Nacional de Comissionats sobre Lleis Uniformes de l'Estat va recomanar que l'article 6 de la UCC, que tractava les vendes a l'engròs, fos derogat com a obsolet. Ho han fet uns 45 estats. Altres dos han seguit la recomanació alternativa de revisar l'article 6.
A tots els estats es va promulgar una revisió important de l'article 9, que tractava principalment de les transaccions en què els béns mobles (<i>personal property</i>) s'utilitzen com a garantia per a un préstec o per a una ampliació de crèdit. La revisió va tenir una data d'efectivitat uniforme l'1 de juliol de 2001, tot i que en alguns estats va entrar en vigor poc després d'aquesta data.
El 2010, NCCUSL i l'ALI van proposar modestes esmenes a l'article 9. Diversos estats ja han promulgat aquestes esmenes, que tenen una data d'efecte uniforme l'1 de juliol de 2013.
La controvèrsia al voltant del que ara s'anomena <i>Uniform Computer Information Transactions Act</i> (UCITA) (o Llei uniforme sobre transaccions d'informació informática) es va originar en el procés de revisió de l'article 2 de la UCC.
Les disposicions del que ara és L'UCITA havien de ser originalment "l'article 2B" sobre llicències dins d'un article 2 revisat sobre vendes. Com que l'UCC és l'única  llei uniforme que és un projecte conjunt de la NCCUSL i l'ALI, cal que ambdues associacions acordin qualsevol revisió de l'UCC (és a dir, la llei model, atès que les revisions de la llei d'un estat particular només requereixen la promulgació en aquest estat).
L'esborrany final proposat de l'article 2B va tenir polèmica dins de l'ALI i, com a conseqüència, l'ALI no va atorgar el seu consentiment.
L'NCCUSL va respondre canviant el nom de l'article 2B i promulgant-lo com a UCITA. A partir del 12 d'octubre de 2004, només Maryland i Virgínia han adoptat UCITA.
La filosofia primordial del Codi de Comerç Uniforme (UCC) és permetre a les persones fer els contractes que vulguin, aportant les disposicions que manquen quan els acords que prenen no ho inclouen.
La llei també pretén imposar la uniformitat i la racionalització de les transaccions rutinàries, com el processament de xecs, bitllets i altres papers comercials habituals.
La llei distingeix sovint entre els comerciants o venedors, que habitualment negocien amb una mercaderia i se suposa que coneixen bé del negoci en què es troben, i els consumidors, que no ho són.
L'UCC també pretén desincentivar l'ús de tràmits legals en la realització de contractes empresarials, per tal de permetre que els negocis avancin sense la intervenció d'advocats,  ni amb la necessitat de documents complexos.
Aquest darrer punt és potser la part més qüestionable de la seva filosofia subjacent. Molts membres de l'advocacia han argumentat que els tràmits legals desincentiven els litigis en requerir algun tipus de ritual que proporcioni una línia divisòria clara que digui a la gent quan han fet un acord final sobre el qual podrien ser demandats.

## Article 2
L'article 2 tracta de les vendes i l'article 2A s'ocupa dels arrendaments.

### Formació del contracte
- Les ofertes fermes (ofertes de compra o venda de béns i la promesa de mantenir l'oferta oberta durant un període) són vàlides sense contraprestació si són signades per l'oferent i són irrevocables durant el temps indicat a l'ordre de compra (però no més de tres mesos). ), o, si no s'indica el temps, durant un temps raonable.
- Una oferta de compra de mercaderies per a un "enviament ràpid" convida a l'acceptació mitjançant un enviament ràpid o una promesa ràpida d'enviament. Per tant, aquesta oferta no és estrictament unilateral. Tanmateix, aquesta "acceptació per rendiment" no ha de ser ni tan sols mitjançant la conformació de béns (per exemple, conjunts incomplets).
- Consideració: les modificacions sense contraprestació poden ser acceptables en un contracte de venda de béns.
- No indicar el preu en un contracte de venda de béns, no indicar un preu no impedirà la formació d'un contracte si la intenció original de les parts era formar un contracte. Un preu raonable el determinarà el tribunal.[6]
- Assignacions: es pot assignar un contracte de requisits, sempre que la quantitat requerida pel cessionari no sigui excessivament desproporcionada a la quantitat original.

### Rebuig i incompliment del contracte
- Mercaderies no conformes: si s'envien mercaderies no conformes amb una nota d'allotjament, aquesta oferta s'interpreta com una contraoferta i, si s'accepta, forma un nou contracte i obliga el comprador al preu del contracte anterior. Si el venedor es nega a conformar-se i el comprador no accepta, el comprador ha de retornar totes les mercaderies no conformes a càrrec del venedor dins dels trenta dies següents a la seva recepció.
- Oferta perfecta: el comprador, tanmateix, té el dret d"oferta perfecta" i pot acceptar-ho tot, rebutjar-ho tot o acceptar béns conformes i rebutjar la resta; En un termini raonable després del lliurament però abans de l'acceptació, ha de notificar al venedor el rebuig. Si el comprador no dóna un motiu específic (defecte), no pot basar-se en el motiu més endavant, en procediments judicials. A més, el contracte no s'incompleix per si mateix si el venedor va lliurar la mercaderia no conforme, per ofensiva que sigui, abans de la data d'execució.
- "Temps raonable / bona fe", termini d'execució mínim de quatre setmanes, estàndard: aquest estàndard s'exigeix a una part d'un contracte indefinit en quant al temps, o es fa indefinit per renúncia a les disposicions originals.
- Requisits / Contractes de sortida: l'UCC ofereix protecció contra demandes desproporcionades, però ha de complir el requisit de "bona fe".
- Motius raonables per a la inseguretat: en una situació amb amenaça d'incompliment, l'altra part pot suspendre el seu propi rendiment i exigir garanties per escrit. Si no es proporciona garantia "en un termini raonable no superior a 30 dies", el contracte es repudia.
- Batalla de formularis: s'incorporaran nous termes a l'acord tret que:
  - l'oferta es limiti als seus propis termes,
  - alterin materialment els termes originals (limitar la responsabilitat, etc.),,
  - la primera part s'oposi a nous termes de manera oportuna, o la primera part ja s'hagi oposat a nous termes. Si els nous termes "alteren materialment" l'oferta original pot dependre de la naturalesa de l'article.
- Batalla de formularis: una confirmació per escrit d'una oferta enviada en un termini raonable opera com una acceptació, encara que estableixi termes addicionals o diferents dels que s'ofereixen, tret que l'acceptació estigui condicionada expressament a les addicions.
- Estatut de fraus aplicable a la venda de béns: el contracte real no ha de ser per escrit. Només una nota o memo ha d'estar per escrit i signada. Tanmateix, l'excepció de l'UCC al requisit de signatura és quan es rep una confirmació per escrit i no s'oposa en un termini de 10 dies.
- Reparació / cobertura: el comprador ha de donar temps al venedor per resoldre l'enviament defectuós abans de buscar cobertura.
- FOB Lloc de negoci: el venedor assumeix el risc de pèrdua fins que les mercaderies s'entreguen a un transportista. Destinació FOB: el venedor assumeix el risc de pèrdua fins que l'enviament arriba al seu destí. Si el contracte omet el lloc de lliurament, és el lloc de negoci del venedor.
- Risc de pèrdua: no s'aplica la conversió equitativa. En la venda de béns concrets, el risc de pèrdua recau en el venedor fins a la licitació. En general, el venedor assumeix el risc de pèrdua fins que el comprador pren possessió física de la mercaderia (al contrari de la propietat immobiliària).
- Reclamació: la recuperació satisfactòria dels béns exclou tots els altres recursos pel que fa als béns. El venedor pot recuperar les mercaderies a petició dins dels 20 dies següents a la recepció del comprador si el venedor descobreix que el comprador va rebre la mercaderia mentre era insolvent.
- Productes rebutjats correctament: un comprador comerciant pot seguir instruccions raonables del venedor per rebutjar els béns. Si no es donen aquestes instruccions, el comprador pot fer un esforç raonable per vendre-les, i el comprador / amortitzador té dret al 10% dels ingressos bruts.
- Garantia implícita d'aptitud: la garantia implícita d'aptitud sorgeix quan el venedor sap que el comprador confia en l'experiència del venedor per triar els productes. Garantia implícita de comercialització: cada venda de béns apta per a finalitats habituals. Garanties exprés: sorgeixen de qualsevol declaració de fet de promesa.
- Danys UCC per repudiar / infringir el venedor - diferència entre 1) el preu de mercat quan el comprador es va assabentar de l'incompliment i 2) el preu del contracte 3) més els danys incidentals. Un venedor perjudicat simplement demandant el preu del contracte és econòmicament ineficient.
- Productes de fabricació especial: Els productes fabricats especialment estan exempts de la llei de fraus quan el fabricant hagi fet un "inici substancial" o "compromisos per a l'adquisició" de subministraments.

### Secció 2-207: Batalla de formularis
Una de les seccions més confuses i ferotgement litigiades de l'UCC és la Secció 2-207,  que el professor Grant Gilmore va anomenar " sens dubte el més gran embolic estatutari de tots els temps ".
Hi ha una "batalla de formularis" respecte als termes generals dels quals, els de l'oferent o del destinatari, sobreviuran a una transacció comercial on s'intercanvien múltiples formularis amb termes diferents. Aquest problema sovint sorgeix quan les parts d'una transacció comercial intercanvien documents habituals, com ara sol·licituds de propostes, factures, ordres de compra i confirmacions de comandes, tots els quals poden contenir disposicions contradictòries.
El primer pas de l'anàlisi és determinar si és l'UCC o és la common law qui regeix la transacció. Si governa la UCC, els tribunals solen intentar trobar quina forma constitueix l'oferta. A continuació, s'examinen els fulls d'acceptació del destinatari amb els diferents termes. Cal tenir en compte si l'acceptació està expressament condicionada als seus propis termes. Si és expressament condicional, és una contraoferta, no una acceptació. Si s'accepta l'execució després de la contraoferta, fins i tot sense acceptació expressa, d'acord amb l'article 2-207(3), només existirà un contracte sota els termes en què les parts acordin, juntament amb els col·legiats de l'UCC.
Si el formulari d'acceptació no limita expressament l'acceptació als seus propis termes, i ambdues parts són comerciants, l'acceptació per part de l'oferent de l'actuació del destinatari, encara que els formularis del destinatari continguin termes addicionals o diferents, constitueix un contracte. En aquest punt, si els termes de l'oferit no poden coexistir amb els de l'oferent, tots dos termes queden "fora de combat" i els col·legiats de l'UCC han d'intervenir. Si els termes del destinatari són simplement addicionals, es consideraran part del contracte tret que (a) l'oferent limita expressament l'acceptació dels termes de l'oferta original, (b) els nous termes alterin materialment l'oferta original o (c) la notificació d'objecció a les noves condicions ja s'ha donat o s'ha donat dins d'un termini raonable després de la seva promulgació pel destinatari.
A causa de la confusió massiva generada per la Secció 2-207, l'any 2003 es va promulgar una versió revisada, però la revisió mai no ha estat promulgada per cap estat.

## Article 8

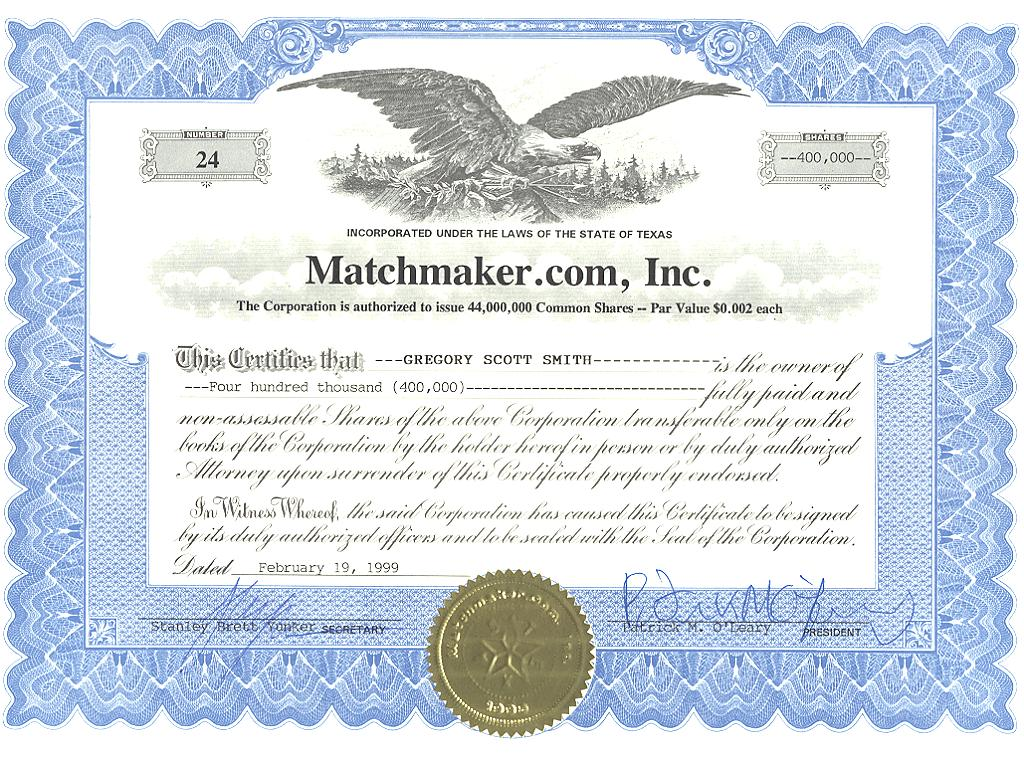
Un certificat d'accions

La propietat dels valors es regeix per l'article 8 del Codi Uniforme de Comerç (UCC). Aquest article 8, un text d'unes 30 pàgines,  va ser sotmès a una important refosa l'any 1994. Aquesta actualització de la UCC tracta la majoria de les transferències de valors desmaterialitzats com a simples reflex de la seva respectiva emissió inicial en mans de dos dipositaris centrals de valors nord-americans, respectivament The Depository Trust Company (DTC) per a valors emesos per corporacions i la Reserva Federal per a valors emesos pel Departament d'Hisenda. En aquest sistema centralitzat, la transferència del títol dels valors no es produeix en el moment de la inscripció al registre de l'emissor per compte de l'inversor, sinó dins dels sistemes gestionats per DTC o per la Reserva Federal .
Aquesta centralització no va acompanyada d'un registre centralitzat dels inversors / propietaris dels valors, com els sistemes establerts a Suècia i Finlàndia (els anomenats "sistemes transparents"). Ni DTC ni la Reserva Federal tenen un registre individual de les transferències de propietat que reflecteixin els propietaris efectius. La conseqüència per a un inversor és que la prova de la propietat dels seus valors depèn completament de la replicació exacta de la transferència registrada per DTC i FED i altres en el sistema de holding intermediat als nivells inferiors de la cadena de holding dels valors. Cadascun d'aquests enllaços està format respectivament per un proveïdor de compte (o intermediari) i per un titular de compte.
Els drets creats mitjançant aquests enllaços són reclamacions purament contractuals. Aquests drets són de dues menes:
1. Per als enllaços en què el titular del compte és ell mateix un proveïdor de comptes d'un nivell inferior, el dret sobre el valor durant el temps en què s'acredita es caracteritza com a "titular de valors", que és un concepte "ad hoc" inventat l'any 1994. Per exemple', designar una reclamació que permeti al titular del compte participar en una distribució prorratejada en cas de fallida del seu proveïdor de compte.
2. Per a cada baula de la cadena, en la qual el titular final del compte és alhora l'inversor final, el seu "titular de seguretat" s'enriqueix amb els drets "substancials" definits per l'emissor: el dret a rebre dividends o interessos i, possiblement, el dret a participar en les assemblees generals, quan així estigués previst en l'acord de compte celebrat amb el prestador del compte. La combinació d'aquests drets materials reduïts i d'aquests drets substancials variables es caracteritza per l'article 8 de l'UCC com a " interès beneficiós ".

Aquesta descomposició dels drets que organitza l'article 8 de l'UCC impedeix a l'inversor reivindicar la garantia en cas de fallida del prestador del compte, és a dir, la possibilitat de reclamar la garantia com a patrimoni propi, sense estar obligat a compartir-la al seu valor prorratejat amb els altres creditors del proveïdor del compte. Com a conseqüència, també impedeix que l'inversor faci valer els seus valors al nivell superior de la cadena de holding, ja sigui fins a DTC o fins a un subcustodi. Aquest "dret de seguretat", a diferència d'un dret de propietat normal, ja no és exigible "erga omnes" a qualsevol persona que suposadament tingui la garantia sota la seva custòdia. El "dret de seguretat" és un mer dret relatiu, per tant un dret contractual.
Aquesta re-caracterització del dret de propietat en un simple dret contractual pot permetre al proveïdor del compte "reutilitzar" el valor sense haver de demanar l'autorització de l'inversor. Això és especialment possible en el marc d'operacions temporals com ara el préstec de valors, l'opció de recompra, la compra-venda o el contracte de recompra. Aquest sistema diferencia entre la cadena de tensió descendent, que traça la forma en què el valor va ser subscrit per l'inversor, i les cadenes horitzontals i ascendents, que tracen la forma en què el valor ha estat transferit o subdipositat.
Contràriament a les afirmacions que suggereixen que l'article 8 nega als inversors nord-americans els seus drets de seguretat que es mantenen a través d'intermediaris com els bancs, l'article 8 també ha ajudat els negociadors nord-americans durant les negociacions del Conveni de Valors de Ginebra, també conegut com el Conveni d'Unidroit sobre regles substantives per a valors intermedis .

## Article 9
L'article 9 regula les garanties sobre béns mobles (personal property) com a garantia per a un deute. Un creditor amb una garantia s'anomena secured party.
Els conceptes fonamentals de l'article 9 inclouen com es crea una garantia, anomenada attachment (embargament ); com notificar una garantia al públic, cosa que fa que la garantia sigui exigible contra altres que puguin reclamar un interès en la garantia, anomenada perfection (perfecció); quan existeixen múltiples reclamacions sobre la mateixa garantia, determinant quins interessos prevalen sobre els altres, anomenat priority (prioritat); i de quins recursos té un garantista si el deutor no paga o no compleix l'obligació garantida.
L'article 9 no regula les garanties sobre béns immobles (real property), excepte els accessoris a béns immobles. Els interessos de seguretat en béns immobles inclouen hipoteques, escriptures de fideïcomís i contractes de terres a terminis. Pot haver-hi problemes legals importants al voltant dels interessos de seguretat amb el Bitcoin .
El creditor que és el deutor ha de retornar tots els béns que figuren en la garantia a la part garantida després de la perfecció de l'incompliment de la part garantida en resposta a la protesta del deutor dins el termini especificat al codi civil i a l'article 9-3 de la CDU.
El Model Tribal Secured Transactions Act (MTSTA) és una <i>model act</i> (llei model) escrita per la Uniform Law Commission (ULC) i dissenyat per proporcionar a les tribus natives americanes un sistema legal per governar les transaccions garantides al país indi. Es va derivar de l'UCC, principalment l'article 9.

## Influència internacional
Algunes parts de l'UCC han tingut una gran influència fora dels Estats Units. L'article 2 va tenir certa influència en la redacció de la United Nations Convention on Contracts for the International Sale of Goods)(CISG), tot i que el resultat es va apartar de la UCC en molts aspectes (com ara negar-se a adoptar la regla de la bústia o mailbox rule).
L'article 5, que regeix les targes de crèdit, ha tingut una influència en el finançament del comerç internacional simplement perquè moltes institucions financeres importants operen a Nova York.
L'article 9, que va establir un marc unificat per als interessos de seguretat en béns mobles, va inspirar directament la promulgació de les Personal Property Security Acts (lleis de seguretat de béns personals) a totes les províncies i territoris canadencs, excepte al Quebec, a partir de 1990. Això va ser seguit per la Llei de valors de propietat personal de Nova Zelanda de 1999 i la Llei de valors de propietat personal d'Austràlia del 2009.
 
- Declaració de finançament UCC-1
- Assegurança UCC
- Adopció del codi de comerç uniforme
- Dret contractual dels Estats Units
- Codificació
- Dret mercantil
- Acte uniforme
- Convenció de les Nacions Unides sobre els contractes de compravenda internacional de mercaderies (CISG)
- Conveni sobre el termini de prescripció en la venda internacional de mercaderies
- Incoterms
- Certificació professional Certified Commercial Contracts Manager (CCCM) en gestió de contractes que ofereix la National Contract Management Association (NCMA) i que cobreix específicament la UCC